# Ромадановський Андрій Юрійович
Андрій Юрійович Ромадановський (народився 12 січня 1980 у м. Казані, СРСР) — білоруський хокеїст, лівий нападник. Виступає за ХК «Могильов» у Білоруській Екстралізі.
Виступав за «Ак Барс-2» (Казань), ЦСК ВВС (Самара), Прогрес (Глазов), «Дізеліст» (Пенза), «Хімволокно» (Могильов), «Німан» (Гродно), «Хімік»-СКА (Новополоцьк), ХК «Вітебськ».
Срібний призер чемпіонату Білорусі (2002), бронзовий призер (2003).